# (2318) Lubarsky
(2318) Lubarsky es un asteroide perteneciente al cinturón de asteroides, descubierto el 24 de septiembre de 1960 por Cornelis Johannes van Houten en conjunto a su esposa también astrónoma Ingrid van Houten-Groeneveld y el astrónomo Tom Gehrels desde el Observatorio del Monte Palomar, Estados Unidos.  

## Designación y nombre
Designado provisionalmente como 6521 P-L. Fue nombrado Lubarsky en honor al astrónomo ruso soviético Kronid Lyubarsky amigo de Tom Gehrels.